# فرودگاه گگرییل
فرودگاه گگرییل (به انگلیسی: Gogrial Airport) یک فرودگاه همگانی، غیرنظامی و نیروی نظامی است که یک باند فرود سنگفرش دارد. این فرودگاه در کشور سودان جنوبی قرار دارد و در ارتفاع ۳۹۷ متری از سطح دریا واقع شده‌است.